# ديفيد مادن (لاعب كرة قدم)
ديفيد مادن (بالإنجليزية: David Madden)‏ هو لاعب كرة قدم بريطاني، ولد في 6 يناير 1963 في ستيبني في المملكة المتحدة. لعب مع برمنغهام سيتي وتشارلتون أثلتيك وكريستال بالاس ولوس أنجلوس لايزرز ونادي أرسنال ونادي بورنموث ونادي ريدنغ ونادي ساوثهامبتون.